# からたち日記
「からたち日記」（からたちにっき）は、1958年に発売された島倉千代子のシングルである。発売元は日本コロムビア。

## 概要
長調版・短調版の2パターンを制作したが、島倉が長調版を選び本作のリリースに至った。部分的には短調の箇所も存在する。
当時の台詞入りの歌は売れないというジンクスを破って通算130万枚を売り上げ、島倉の代表曲となった。
翌1959年には五所平之助監督・新藤兼人脚本による同名の映画が公開され、島倉も出演している（後述）。また1967年には同名のテレビドラマも放送された（後述）。
『NHK紅白歌合戦』では1958年の「第9回NHK紅白歌合戦」、1973年の「第24回NHK紅白歌合戦」、1984年の「第35回NHK紅白歌合戦」の合計3回歌唱され、1973年・第24回では自身4回目となる紅組トリを務めた。
1995年、島倉のシングル「あの頃にとどけ」を作詞（島倉と共作）・作曲・編曲・プロデュースした小田和正は、発売当時のUSEN440加入者向け月刊誌のインタビューにて、島倉の歌の中でも特に印象に残っているのが表題曲であると語っている。
2013年に発売されたラストシングル「からたちの小径」は、表題曲の「可愛らしい島倉のイメージ」が印象に残っていたという南こうせつが、表題曲からタイトルを付けて楽曲制作をした。
先述の採用されなかった短調版の楽曲は1995年のアルバム「心かさね着」に「想い出のからたち日記」として収録されている。

## 収録曲
1. からたち日記
作詞：西沢爽、作曲：遠藤実、編曲：牧野昭一
この当時の遠藤は日本マーキュリー専属であったため、発売当初、作曲者名には変名（ペンネーム）が用いられ“米田信一”とされていた[4]。
2. 待ち呆けさん
作詞：星野哲郎、作曲・編曲：浜口庫之助

## 映画
1959年4月14日、松竹系で公開。上映時間は119分。長野県の女性「つる」の一生を描いた作品となっている。

### スタッフ
- 監督：五所平之助
- 脚色：新藤兼人
- 製作：加賀二郎
- 撮影：富島義勇
- 美術：平川透徹
- 音楽：芥川也寸志
- 録音：岡崎三千雄
- 照明：平田光治
- 編集：長田信

### 出演者
- つる：高千穂ひづる
- かるた：水原真知子
- 竹千代：泉京子
- 竹実：紫千代
- 静花：南風洋子
- 天満里：田代百合子
- せつ：村田知栄子
- 一力の女将：浦辺粂子
- 本山：田村高広
- ロンパリ：山形勲
- 竹の家の父さん：磯野秋雄
- 咲枝：関千恵子
- 道子：不破たか子
- おじの勘太：織田政雄
- おば：飯田蝶子
- 松村：殿山泰司
- ガン兄い：清水耕次
- 忠夫：柴田昭雄
- 民子：島倉千代子
- 東作：伊藤雄之助
- 本山の母：吉川満子
- 豊科の医者：永田靖
- 竹実の実父：小林十九二
- かよ：菅井きん

## テレビドラマ
1967年6月26日から7月7日まで日本テレビ系列で、島倉の楽曲をドラマ化した『島倉千代子 歌謡シリーズ』（平日13:00から13:30。花王石鹸一社提供）の第5作として放送された。全10回。

### 出演者
- 北林早苗
- 田浦正己
- 六本木誠人
- 英百合子
- 吉田義夫[3]

### スタッフ
- 脚本：若井基成
- 監督：出口十三夫
- 制作：国際放映、日本テレビ[3]

| 日本テレビ系列 平日13:00 - 13:30 花王石鹸一社提供枠 【島倉千代子 歌謡シリーズ】 | 日本テレビ系列 平日13:00 - 13:30 花王石鹸一社提供枠 【島倉千代子 歌謡シリーズ】 | 日本テレビ系列 平日13:00 - 13:30 花王石鹸一社提供枠 【島倉千代子 歌謡シリーズ】 |
| 前番組                                                                          | 番組名                                                                          | 次番組                                                                          |
| ------------------------------------------------------------------------------- | ------------------------------------------------------------------------------- | ------------------------------------------------------------------------------- |
| 哀愁のからまつ林                                                                | からたち日記                                                                    | 襟裳岬                                                                          |